# CMC$
CMC$ is de artiestennaam van Yael Nahar (Amsterdam, 27 april 1994), een Nederlands dj-producer. Hij werd bekend door de samenwerking met DVBBS getiteld Not Going Home.

## Carrière
CMC$ produceert verschillende muziekstijlen, waaronder hiphop, R&B en Soul, gecombineerd met bubbling, moombahton en house. Nahar ging naar de Herman Brood Academie samen met de eveneens Nederlandse dj Martin Garrix. Nahar heeft tijdens zijn carrière op verschillende labels muziek uitgebracht, namelijk Mad Decent, STMPD RCRDS, Spinnin' Records en Barong Family. Zijn eerste single 'Wake Up Call' bereikte plaats nummer 4 in de iTunes-hitlijsten. Samen met Kris Kross Amsterdam lanceerde hij een 'running track' in samenwerking met Spotify en Spinnin' Records. 
De samenwerking met DVBBS leverde Not Going Home op, met zangeres Gia Koka. In 2017 bracht hij Keys uit, deze keer in samenwerking met zangeres Jalise Romy. 